# 茶庵镇
茶庵镇，是中华人民共和国安徽省六安市寿县下辖的一个乡镇级行政单位。

## 行政区划
茶庵镇下辖以下地区：
茶庵街道社区、关岗村、精神村、碾桥村、龙湾村、花果村、谢埠村和胡圩村。